# Tina Ivanović
Tina Ivanović (kyr. Тина Ивановић; * 28. September 1973 in Kosovska Kamenica, SFR Jugoslawien) ist eine serbische Turbo-Folk-Sängerin. 

## Leben und Karriere
Mit Bunda od Nerca landete sie 2004 auf dem Westbalkan einen Hit. Sie lebt derzeit in Frankfurt am Main.

## Diskografie

### Alben
- 1998: Lutalica
- 2000: Zavodnica
- 2004: Bunda od nerca
- 2006: Extra
- 2007: Miris Ljubavi

### Singles (Auswahl)
- 2004: Bunda od Nerca
- 2006: Kabrio Porše
- 2007: Bambus
- 2010: Sexy (mit MC Stojan)
- 2013: Montenegro, Monte Carlo
- 2016: Vikend Momak